# Conus saecularis
Conus saecularis е вид охлюв от семейство Conidae. Видът не е застрашен от изчезване.

## Разпространение и местообитание
Разпространен е в Иран, Малайзия (Западна Малайзия), Пакистан, Папуа Нова Гвинея, Соломонови острови, Тайланд, Филипини и Япония (Кюшу и Рюкю).
Обитава морета и заливи.